# Beppe Sebaste
Beppe Sebaste (* 3. Juni 1959 in Parma) ist ein italienischer Schriftsteller, Dichter, Übersetzer und Journalist.
Sebaste studierte Ästhetik an der Universität Bologna, wo er auch den Doktortitel erwarb. Anschließend lebte er in Genf, Paris und Pietrasanta. Gegenwärtig lebt er in Rom.
Neben seiner schriftstellerischen Tätigkeit schreibt er für L’Unità und la Repubblica.

## Werke

### Romane
- Tolbiac. Baldini & Castoldi, Milano 2002, ISBN 88-8490-259-2
- H. P. L'ultimo autista di Lady Diana. Quiritta, Roma 2004, ISBN 88-8403-026-9 [Neuauflage 2007 für Einaudi mit ISBN 978-88-06-18983-9]

### Erzählungen
- L'ultimo buco nell'acqua: racconti brevi (mit Giorgio Messori). Aelia Laelia, Reggio Emilia, 1983
- Café Suisse e altri luoghi di sosta. Feltrinelli, Milano 1992, ISBN 88-07-01434-3
- Niente di tutto questo mi appartiene. Feltrinelli, Milano 1994, ISBN 88-07-01468-8
- Panchine. Come uscire dal mondo senza uscirne. Laterza, Bari 2008, ISBN 978-88-420-8633-8 [Neuauflage 2018 mit ISBN 978-88-581-3266-1]
- La passeggiata, Manni. San Cesario di Lecce, 2009, ISBN 978-88-6266-153-9
- Oggetti smarriti e altre apparizioni. Laterza, Bari 2009, ISBN 978-88-420-9037-3
- Fallire. Storia con fantasmi. CreateSpace, 2015, ISBN 978-1-5153-0634-4

### Lyrik
- Come un cinghiale in una macchia d'inchiostro. Nino Aragno Editore, Torino 2018, ISBN 978-88-8419-886-0

### Philosophische Werke
- Lettere e filosofia. Poetica dell'epistolarità. Alinea, Firenze 1998, ISBN 88-8125-268-6
- Porte senza porta. Incontri con maestri contemporanei. Feltrinelli, Milano 1997, ISBN 88-07-81444-7
- Il libro dei maestri. Porte senza porta rewind. Luca Sossella Editore, Roma 2010, ISBN 978-88-89829-83-7

### Herausgeberschaften
- Allo stato puro della rivoluzione. Il picchio, Bologna 1980
- (mit Stefania Scateni) Non siamo in vendita: voci contro il regime. Arcana, Roma 2002, ISBN 88-7966-260-0

### Übersetzungen
- Nicolas Bouvier, Il pesce-scorpione. Casagrande, Lugano 1991, ISBN 88-7795-039-0
- Jean-Jacques Rousseau, Le passeggiate del sognatore solitario. Feltrinelli, Milano 1996, ISBN 88-07-82136-2
- Emmanuel Bove, I miei amici. Feltrinelli, Milano 1991, ISBN 88-07-05082-X

### Fremdsprachige Veröffentlichungen
- H.P. le dernier chauffeur de Lady Diana. Seuil, Paris 2009,  ISBN 978-2-02-096926-0  (Übersetzt von Nicolas Bouvier)